# Nicolae Culianu
Nicolae Culianu, ou Neculai Culianu (28 août 1832 - 28 novembre 1915) est un mathématicien et astronome moldave, puis roumain.

## Biographie
Originaire de Iași, il s'inscrit à l'université de Paris après avoir obtenu son diplôme de l'Academia Mihăileană en 1855 et obtenu son diplôme de premier cycle en mathématiques en 1860. Il y reste jusqu'en 1863, effectuant des recherches à l'Observatoire de Paris. D'abord professeur de lycée, il rejoint ensuite la faculté d'astronomie et de géodésie de l'Université Alexandru Ioan Cuza de Iași, où il est doyen de la faculté des sciences et recteur de 1880 à 1898,. C'est un proche collaborateur de Titu Maiorescu, membre du mouvement Junimea que ce dernier dirigeait et il fut impliqué dans le mouvement de réforme de l'éducation promu par ce dernier. À ce titre, il est l'un des fondateurs d'un lycée privé à Iași, auquel il a fait don d'un ensemble de bâtiments. Alors qu’il était à Junimea, son affabilité reconnue et son allure vénérable lui ont valu le surnom de Papa Culiano. Il fut élu membre correspondant de l'Académie roumaine en 1889.
Il a aidé à fonder l'observatoire astronomique de Iași à l'usage des étudiants et des enseignants et a publié des manuels sur les mathématiques et la géodésie. Il fait partie des fondateurs de Recreații Științifice, le premier périodique scientifique du pays, destiné aux jeunes et à un public généraliste,.Très impliqué dans la politique, il fut vice-président du Sénat roumain lors du quatrième gouvernement conservateur de Lascăr Catargiu (1892-1896),.
Les manuels de Culianu comprennent un ouvrage de 1870 sur le calcul différentiel et intégral, le premier cours publié en langue roumaine sur l'analyse mathématique et d'autres sur l'algèbre élémentaire (1872), la géométrie appliquée (1874), la trigonométrie plane et sphérique (1875), la cosmographie (1893), la trigonométrie plane (1894) et la cosmographie(1895).
Il est enterré au cimetière Eternitatea. Son arrière-petit-fils est Ioan Petru Culianu (en), historien des religions.